# Kolporrhaphie
Kolporrhaphie ist der Fachausdruck für eine Scheidenraffung  oder Scheidenplastik (zusammengesetzt aus griechisch κόλπος für Vagina und ραφή für Naht). Dabei wird die Scheide (Vagina) mit einer chirurgischen Naht der vorderen bzw. hinteren Scheidenwand bzw. des Bindegewebes zwischen Scheide und Harnblase bzw. Mastdarm gestrafft. Dies kann zum Beispiel bei einem Gebärmuttervorfall (Uterusprolaps), einer Scheidensenkung oder einem Scheidenvorfall (Vaginalprolaps) sinnvoll sein.